# Abraham Kiptum
Abraham Kiptum (* 15. September 1989) ist ein kenianischer Langstreckenläufer. Er stellte im Oktober 2018 einen später aberkannten Weltrekord im Halbmarathonlauf auf.

## Leben
Im April 2015 erreichte Kiptum bei seinem Marathon-Debüt in Rabat das Ziel als Drittplatzierter in 2:11:36 h. Danach sprach ihn der spanische Athleten-Manager Juan Pineda an, dem laut eigener Aussage Kiptums Laufstil aufgefallen war. Nachdem er Ende 2015 bei Pineda unterschrieben hatte, gewann Kiptum in der ersten Jahreshälfte von 2016 den Lagos City Marathon (2:16:19 h) wie auch Halbmarathonläufe in Madrid (1:01:52 h) und Casablanca (1:01:26 h). Im September unterbot er über die Halbmarathondistanz als Sechster des Kopenhagen-Halbmarathons mit einer Zeit von 59:36 min erstmals die Stundenmarke.
Im Jahr 2017 gewann Kiptum erneut in Lagos. Danach begann er bei Joshua Kemei, dem Ehemann der Olympiamedaillengewinnerin Eunice Kirwa, zu trainieren und wurde im Oktober mit einer Zeit von 2:05:26 h Dritter beim Amsterdam-Marathon.
Anfang April 2018 siegte Kiptum mit neuem Streckrekord (2:06:29 h) beim Daegu-Marathon. Im September steigerte er erneut in Kopenhagen als Zweitplatzierter seine Halbmarathonbestzeit auf 59:09 min. Sechs Wochen später, am 28. Oktober, verbesserte Kiptum beim Valencia-Halbmarathon mit seiner Siegeszeit von 58:18 min den bisherigen Weltrekord des Eritreers Zersenay Tadese. In einem sehr schnellen Rennen, bei dem zehn Läufer unter 60 Minuten blieben, lief er den zweiten 10-Kilometer-Abschnitt mit 27:16 min deutlich schneller als die in 28:02 min absolvierten zehn Anfangskilometer und blieb schließlich fünf Sekunden unter Tadeses Zeit aus dem Jahr 2010. Außerdem stellte er mit seiner Zwischenzeit bei 20 Kilometern (55:18 min) eine Weltbestzeit auf.
Im Dezember 2018 lief Kiptum bei der Erstausgabe des Abu-Dhabi-Marathons auf wahrscheinlich etwa 200 Meter zu kurzer Strecke in 2:04:16 h auf Platz 2.
Im März 2019 wurde Kiptum beim Bahrain-Halbmarathon in 1:00:04 h Sechster. Ende April wurde er zwei Tage vor seinem geplanten Start beim London-Marathon von der Athletics Integrity Unit (AIU) des Weltleichtathletikverbandes IAAF auf Grund vom Unregelmäßigkeiten im biologischen Pass vorläufig suspendiert. Im November entschied die AIU, dass er für vier Jahre gesperrt wird. Außerdem wurden alle Ergebnisse ab 13. Oktober 2018 annulliert, einschließlich des Halbmarathonweltrekords.

## Persönliche Bestzeiten
- Halbmarathon: 59:09 min, 16. September 2018, Kopenhagen
- Marathon: 2:05:26 h, 15. Oktober 2017, Amsterdam